# Vugar Gaixímov
Vugar Gaixímov (en àzeri: Vüqar Həşimov) (Bakú, 24 de juliol de 1986 - Heidelberg, 14 de gener de 2014) fou un jugador d'escacs àzeri, que va tenir el títol de Gran Mestre des de 2002. Era un destacat jugador d'escacs llampec, i va ser tres cops Campió de l'Azerbaidjan (1995, 1996 i 1998). Des de l'abril de 2014 se celebra el Torneig d'escacs Shamkir en memòria seva.
A la llista d'Elo de la FIDE de novembre de 2013, hi tenia un Elo de 2737 punts, cosa que en feia el jugador número 2 de l'Azerbaidjan, i el 21è jugador del rànquing mundial. El seu màxim Elo va ser de 2761 punts, a la llista de gener de 2012 (posició 11 al rànquing mundial).

## Resultats destacats en competició
Al Campionat Mundial d'Escacs Júnior de 2003 a Naxçıvan, hi va acabar en quart lloc, (el campió fou Xakhriar Mamediàrov).
El 2005, Gaixímov va guanyar el (Torneig Acròpolis), a Atenes. El 2006 fou campió a l'Obert d'Abu Dhabi amb 6½ punts de 9, els mateixos punts que Aixot Anastassian però amb millor desempat. Ha tingut molt bones actuacions a l'Obert d'escacs de Cappelle-la-Grande: el 2006 hi fou segon, rere Oleksandr Moissèienko. Els anys següents, hi fou primer: el 2007 (tot i que Wang Yue va guanyar el desempat per Buchholz) i el 2008 (empatat amb vuit altres jugadors, però guanyador per Buchholz).
El gener de 2011, va guanyar el Torneig de Cap d'Any de Reggio Emilia, un Categoria XVIII, empatat a punts amb Paco Vallejo.
Entre l'agost i el setembre de 2011 participà en la Copa del món de 2011, a Khanti-Mansisk, un torneig del cicle classificatori pel Campionat del món de 2013, i hi va tenir una bona actuació; avançà fins als quarts de final, ronda en què fou eliminat per Ruslan Ponomariov (½-1½).

## Participació en competicions per equips
Gaixímov ha representat l'Azerbaidjan a les Olimpíades d'escacs de 2002, 2004, 2006 i 2008. Va participar també a l'equip àzeri que va guanyar la medalla d'or per equips al Campionat d'Europa per equips a Novi Sad el 2009, conjuntament amb Xakhriar Mamediàrov, Teimur Radjàbov, Raüf Mamèdov i Qadir Huseynov, i també al que prèviament havia guanyat la medalla de bronze a la mateixa competició el 2007. El 2011 va formar part de l'equip de l'Azerbaidjan que va guanyar la medalla d'argent al Campionat d'Europa per equips jugat a Porto Carras el 2011, conjuntament amb Eltaj Safarli, Xahhriar Mammadiàrov, Teimur Radjàbov i Qadir Huseynov.

## Partides notables
- Vugar Gashimov vs Gata Kamsky, Baku Grand Prix 2008, Spanish Game: Closed Variations (C84), 1-0
- Vugar Gashimov vs Andrei Volokitin, Poikovsky Tournament 2008, Sicilian Defense: Najdorf Variation (B96), 1-0
- Vugar Gashimov vs Alexander Grischuk, Elista Grand Prix 2008, Sicilian Defense: Najdorf, Poisoned Pawn Variation (B97), 1-0
- Vugar Gashimov vs Alexander Beliavsky, Gibtelecom 2009, Spanish Game: Closed Variations (C84), 1-0